# Hallands landskapsvapen
Hallands landskapsvapen har följande blasonering: I blått fält ett upprest lejon av silver med röd beväring, därest dylik skall komma till användning.  Vapnet kan, i likhet med alla landskapsvapen, krönas av en hertiglig krona.
Halland övergick från Danmark till svensk ägo temporärt vid freden i Brömsebro 1645, och permanent vid freden i Roskilde 1658. Vapnets tidigaste kända förekomst är vid Karl X Gustavs begravning 1660. Den röda beväringen tillkom vid fastställelsen år 1944.
Det råder delade meningar om varifrån motivet kommer. Tre teorier nämns. Det kan vara från Karl X Gustavs eget vapen, som innehöll tre lejon, det kan vara en variant på det så kallade folkungalejonet (eller Göta lejon), men det kan också komma från Bengt Algotssons vapen. Denne var på 1300-talet hertig av Finland och Halland.
För Hallands län fastställdes år 1941 ett identiskt vapen. Detta vapen kan krönas av en kunglig krona då det representerar länsstyrelsen.

## Bildgalleri

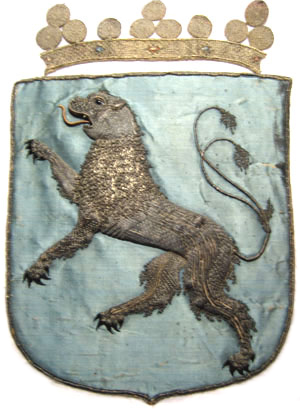
Hallands vapen, broderat för hästtäcke buret vid Karl X Gustavs begravning den 4 november 1660. Finns på Livruskammaren.